# Comuna Cergău, Alba
Cergău (în maghiară Cserged, în germană Schergied) este o comună în județul Alba, Transilvania, România, formată din satele Cergău Mare (reședința), Cergău Mic și Lupu. Se află în Podișul Secașelor.

## Așezare
Comuna Cergău este situată în partea estică a județului Alba, la 53 km de Alba Iulia și 15 km de Blaj. Așezată în Podișul Secașelor, are un relief specific de deal, cu altitudini cuprinse între 350-500 m.

## Demografie
Componența etnică a comunei Cergău
     Români (92,91%)
     Romi (1,26%)
     Alte etnii (0,53%)
     Necunoscută (5,3%)
Componența confesională a comunei Cergău
     Ortodocși (91,12%)
     Baptiști (1,13%)
     Alte religii (2,12%)
     Necunoscută (5,63%)
Conform recensământului efectuat în 2021, populația comunei Cergău se ridică la 1.509 locuitori, în creștere față de recensământul anterior din 2011, când fuseseră înregistrați 1.490 de locuitori. Majoritatea locuitorilor sunt români (92,91%), cu o minoritate de romi (1,26%), iar pentru 5,3% nu se cunoaște apartenența etnică. Din punct de vedere confesional, majoritatea locuitorilor sunt ortodocși (91,12%), cu o minoritate de baptiști (1,13%), iar pentru 5,63% nu se cunoaște apartenența confesională.

## Politică și administrație
Comuna Cergău este administrată de un primar și un consiliu local compus din 11 consilieri. Primarul, Lenuța Aldea[*], de la Partidul Național Liberal, este în funcție din 2008. Începând cu alegerile locale din 2024, consiliul local are următoarea componență pe partide politice:
|  | Partid                    | Consilieri | Componența Consiliului | Componența Consiliului | Componența Consiliului | Componența Consiliului | Componența Consiliului | Componența Consiliului |
|  | ------------------------- | ---------- | ---------------------- | ---------------------- | ---------------------- | ---------------------- | ---------------------- | ---------------------- |
|  | Partidul Național Liberal | 6          |                        |                        |                        |                        |                        |                        |
|  | Partidul Social Democrat  | 2          |                        |                        |                        |                        |                        |                        |
|  | Uniunea Salvați România   | 2          |                        |                        |                        |                        |                        |                        |
|  | Partidul Puterii Umaniste | 1          |                        |                        |                        |                        |                        |                        |

## Accesul
Accesul rutier se face pe drumul județean DJ 107 Alba Iulia-Berghin-Cergău Mare-Blaj.

## Istoric
În satul Lupu s-a descoperit un important tezaur dacic de argint, îngropat în pământ, probabil în cursul războaielor daco-romane sau chiar mai timpuriu.
Localitatea Cergău este atestată documentar pentru prima dată în anul 1302, cu numele de Villa Chergued (în 1750 Nagy Cserged).

## Obiective turistice și monumente
- Biserica „Bunavestire“ (1804) din Cergău Mare.
- Mănăstirea Cergău Mic
- Monumentul Eroilor din Primul și din Cel de Al Doilea Război Mondial.

## Personalități născute aici
- Nicolae Linca (1929 - 2008), pugilist.

## Imagini

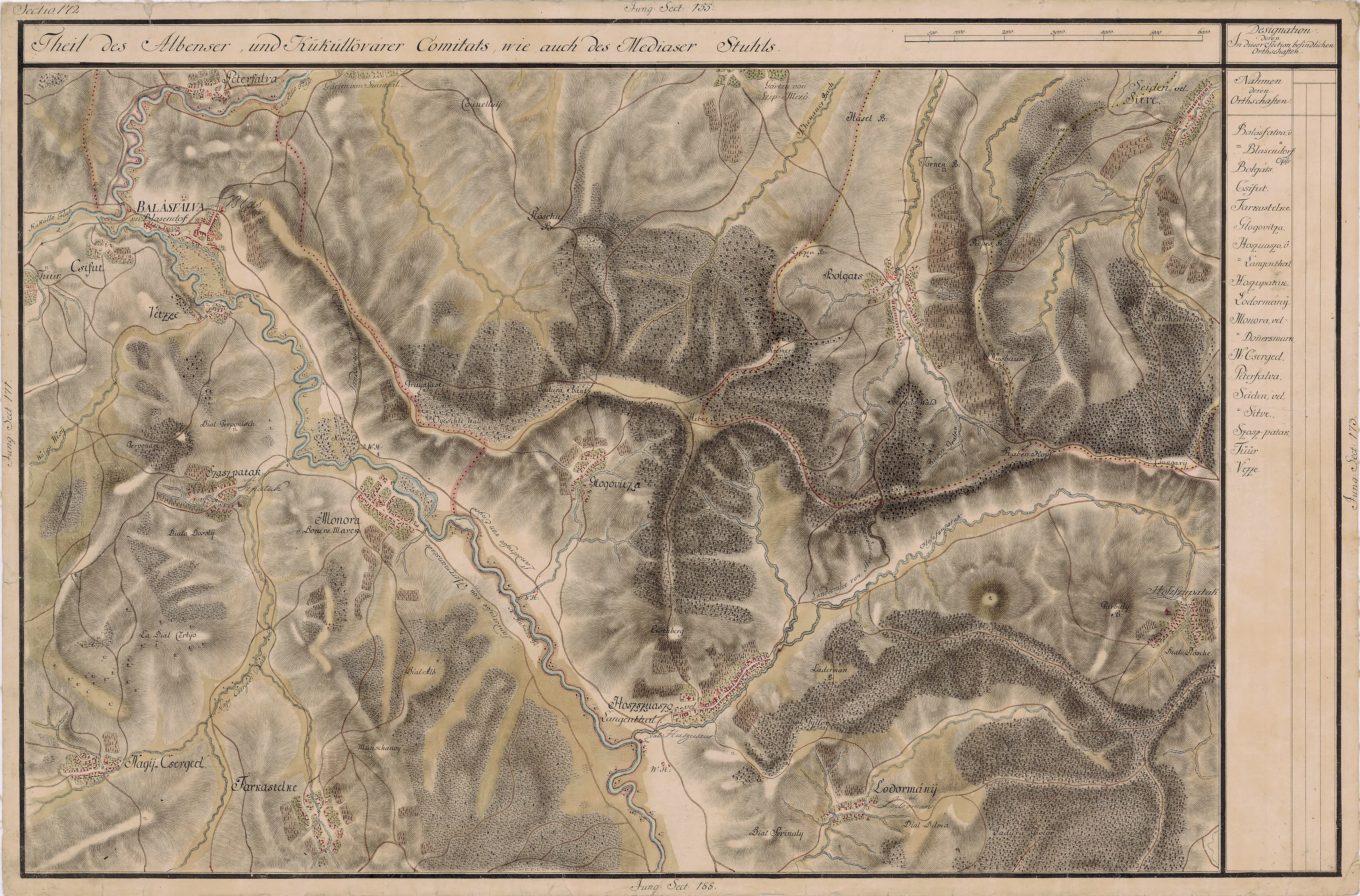
Cergău în Harta Iosefină a Transilvaniei, 1769-1773
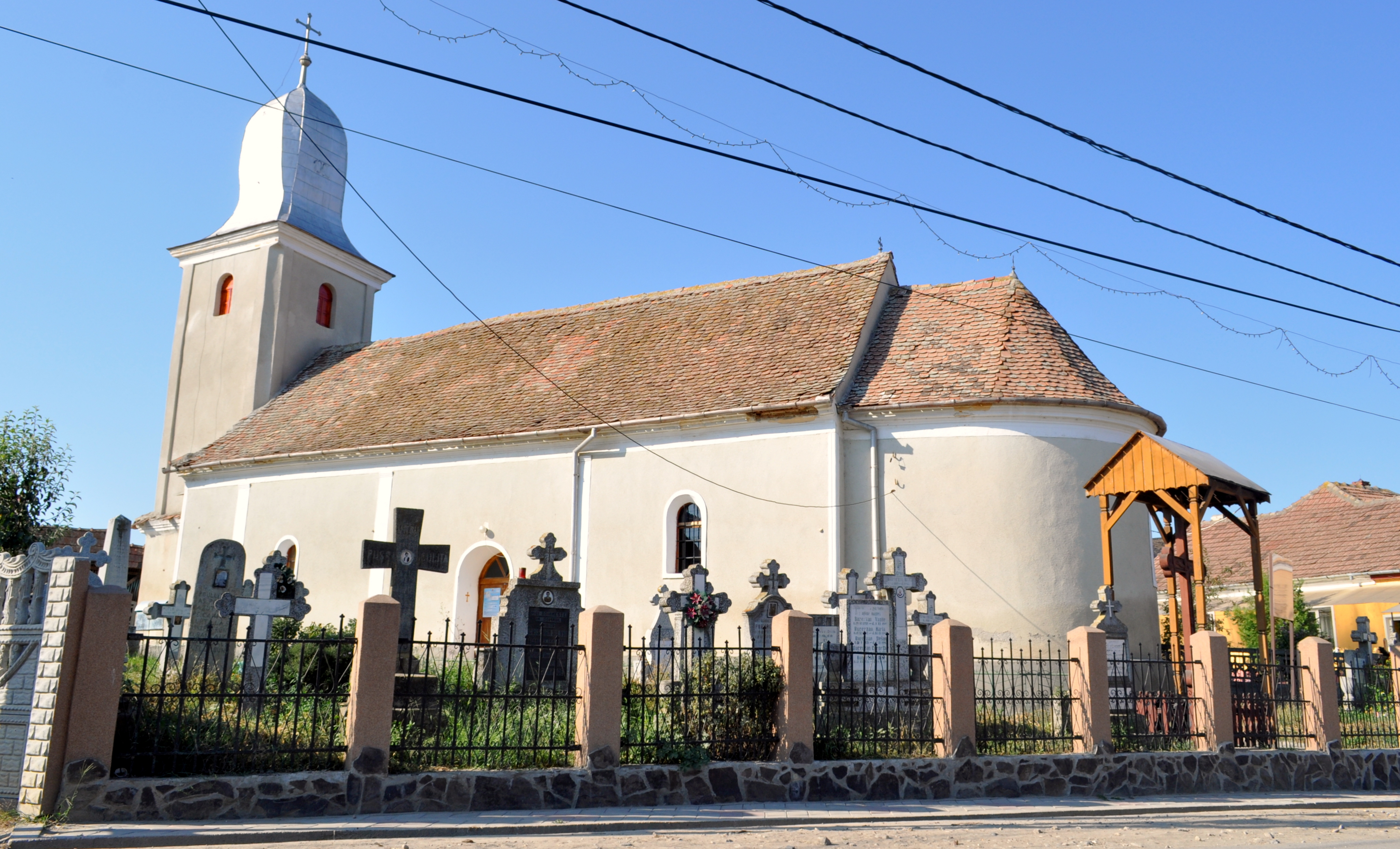
Biserica Buna Vestire din Cergău Mare (monument istoric)
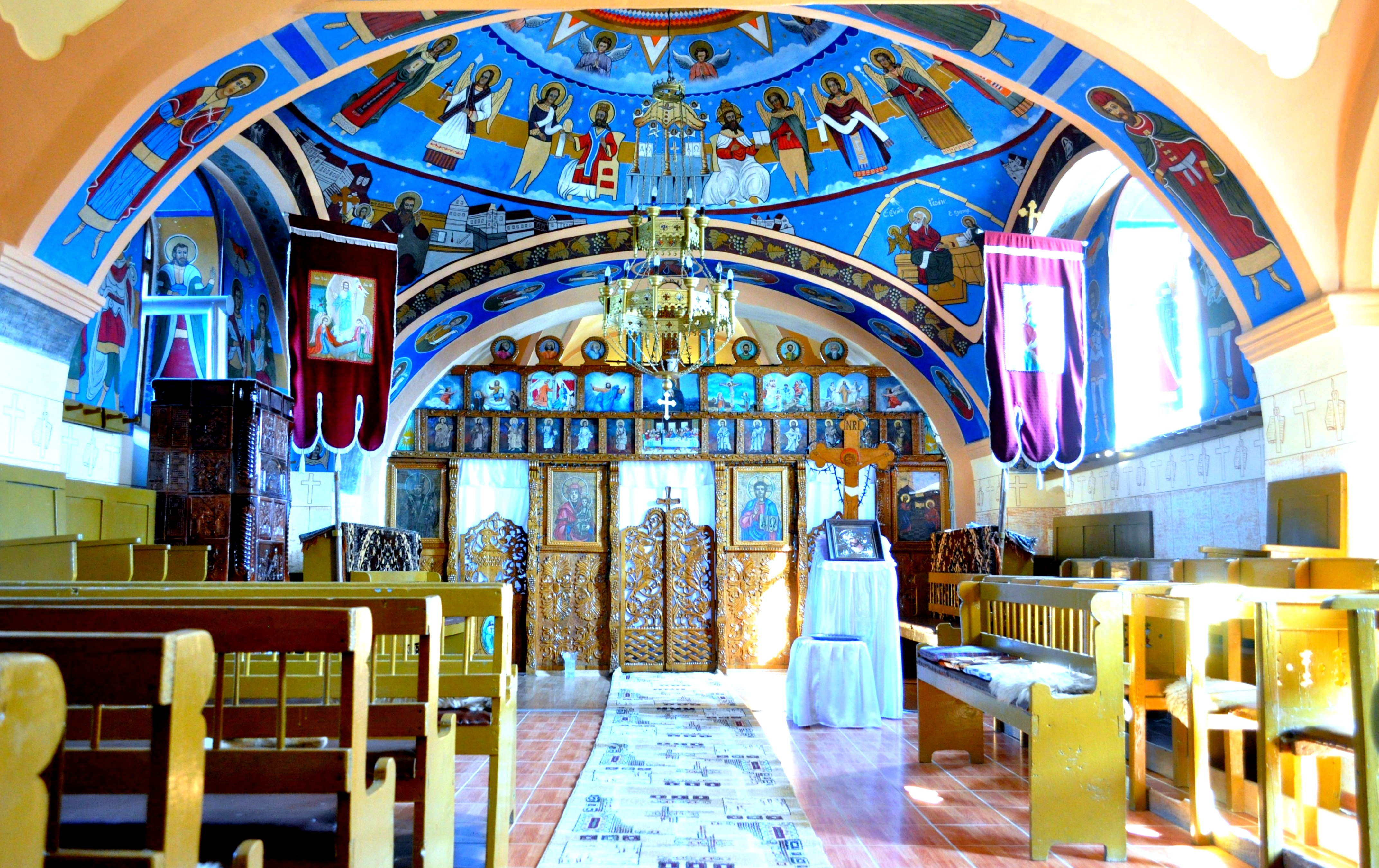
Biserica Buna Vestire din Cergău Mare (monument istoric)
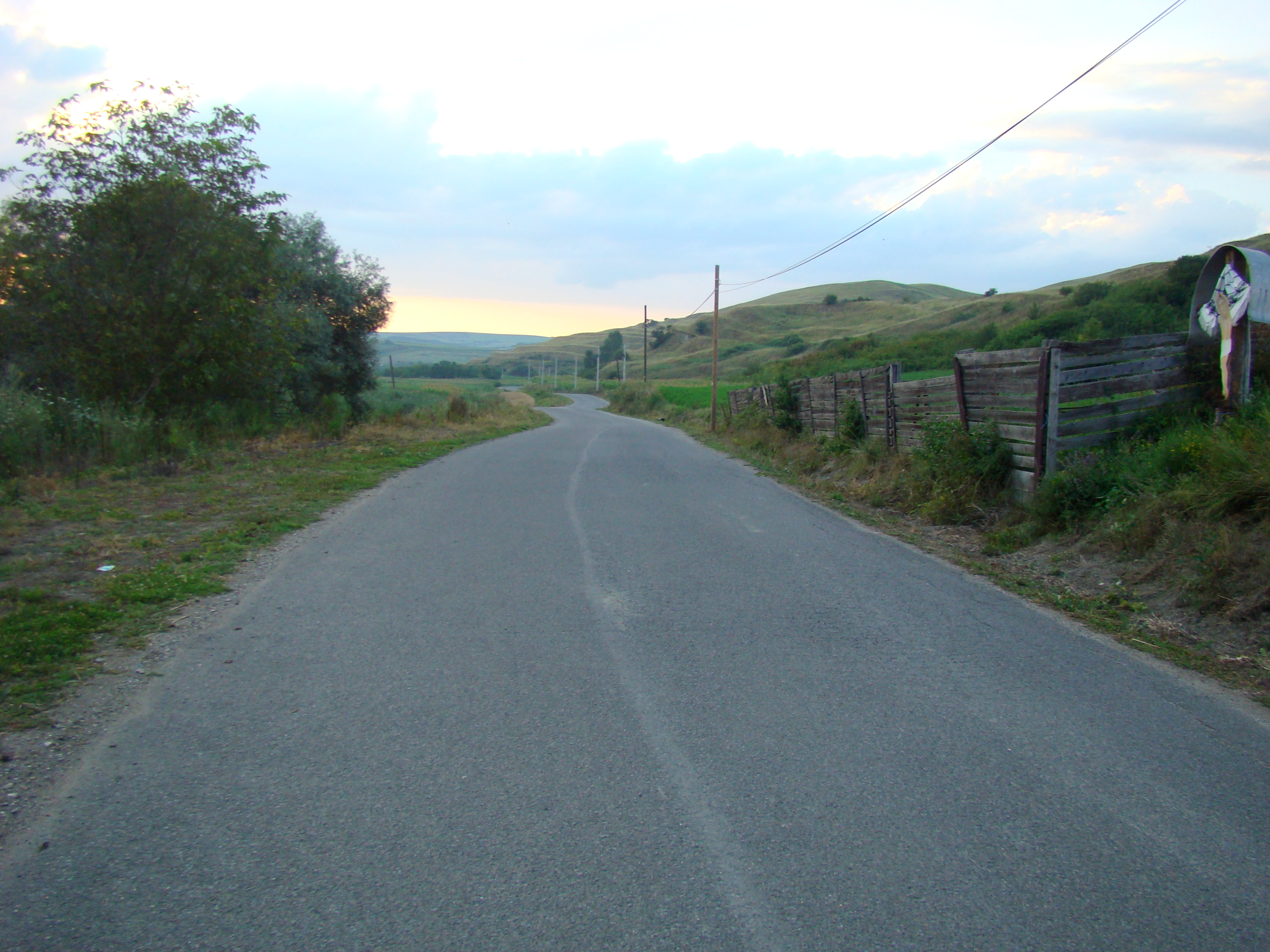
Drumul spre satul Lupu
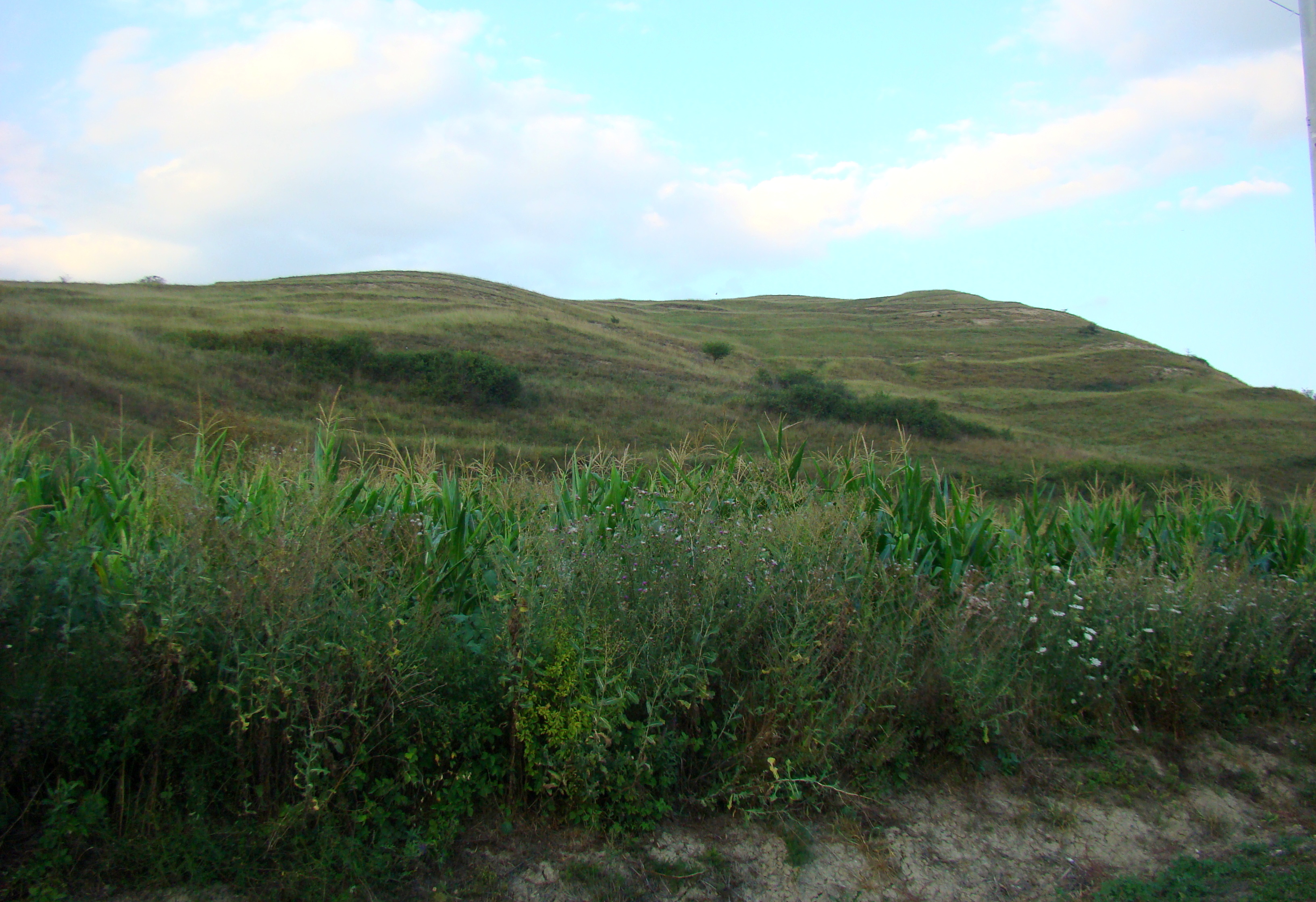
Lupu
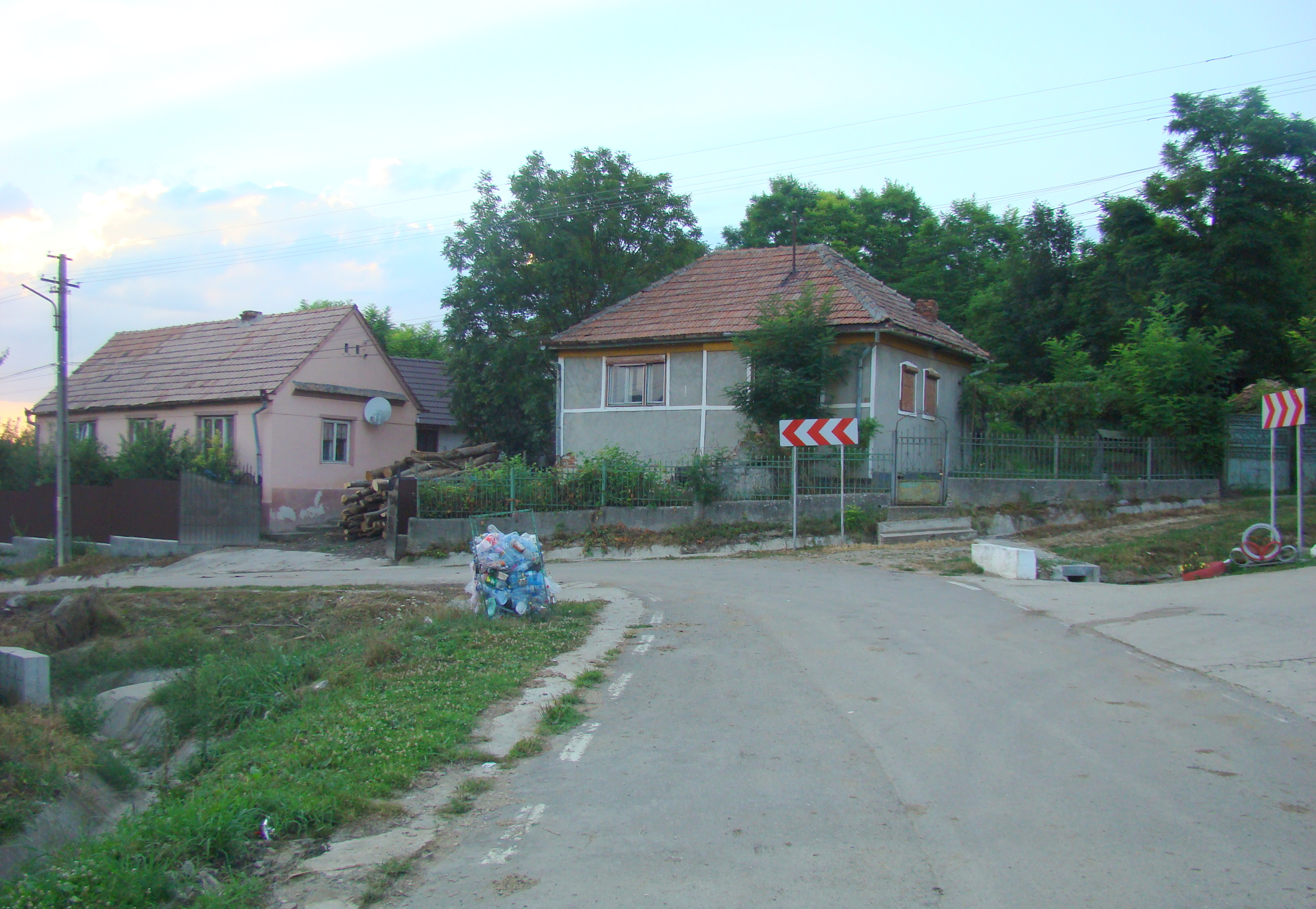
Lupu
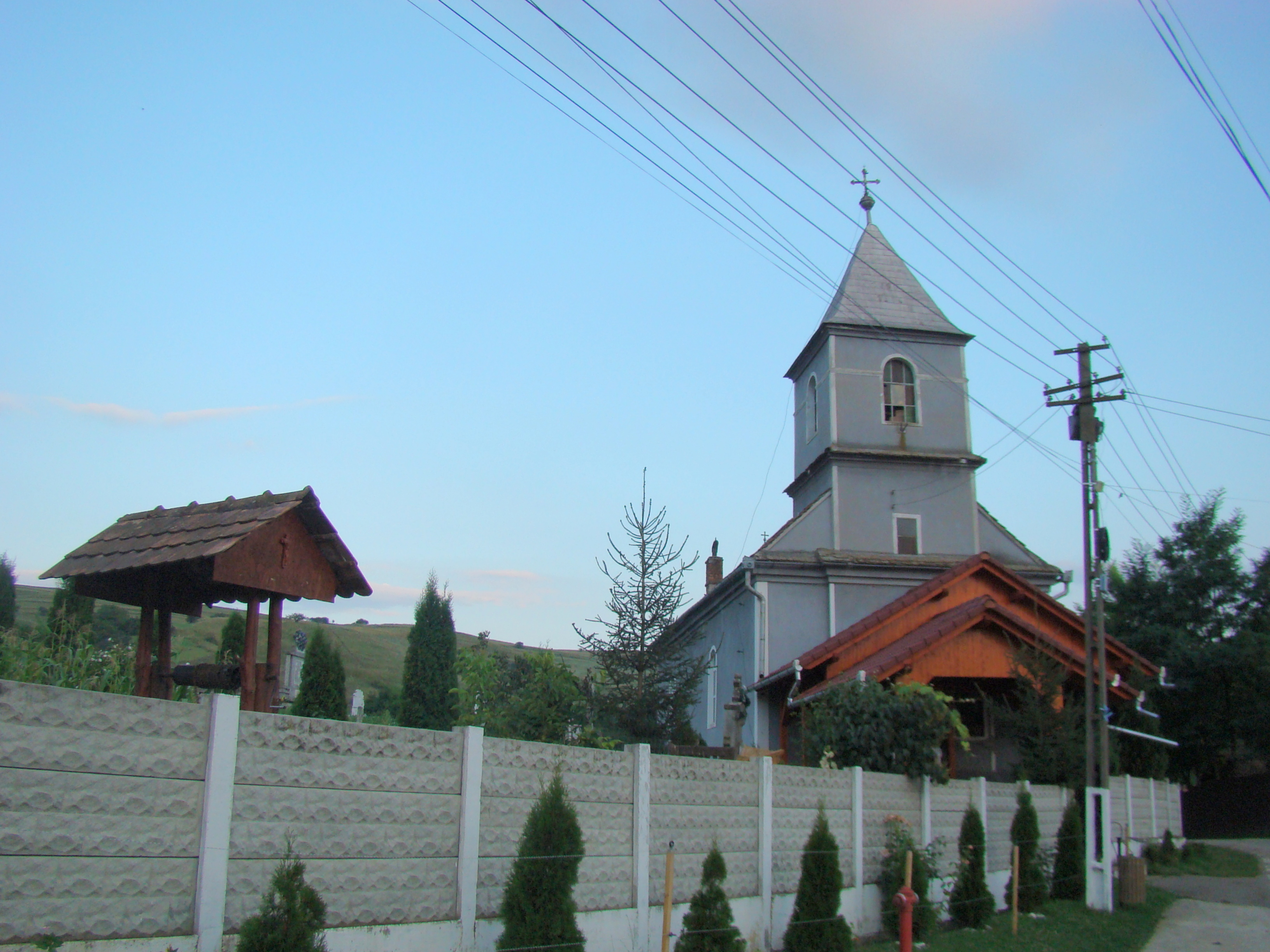
Biserica ortodoxă
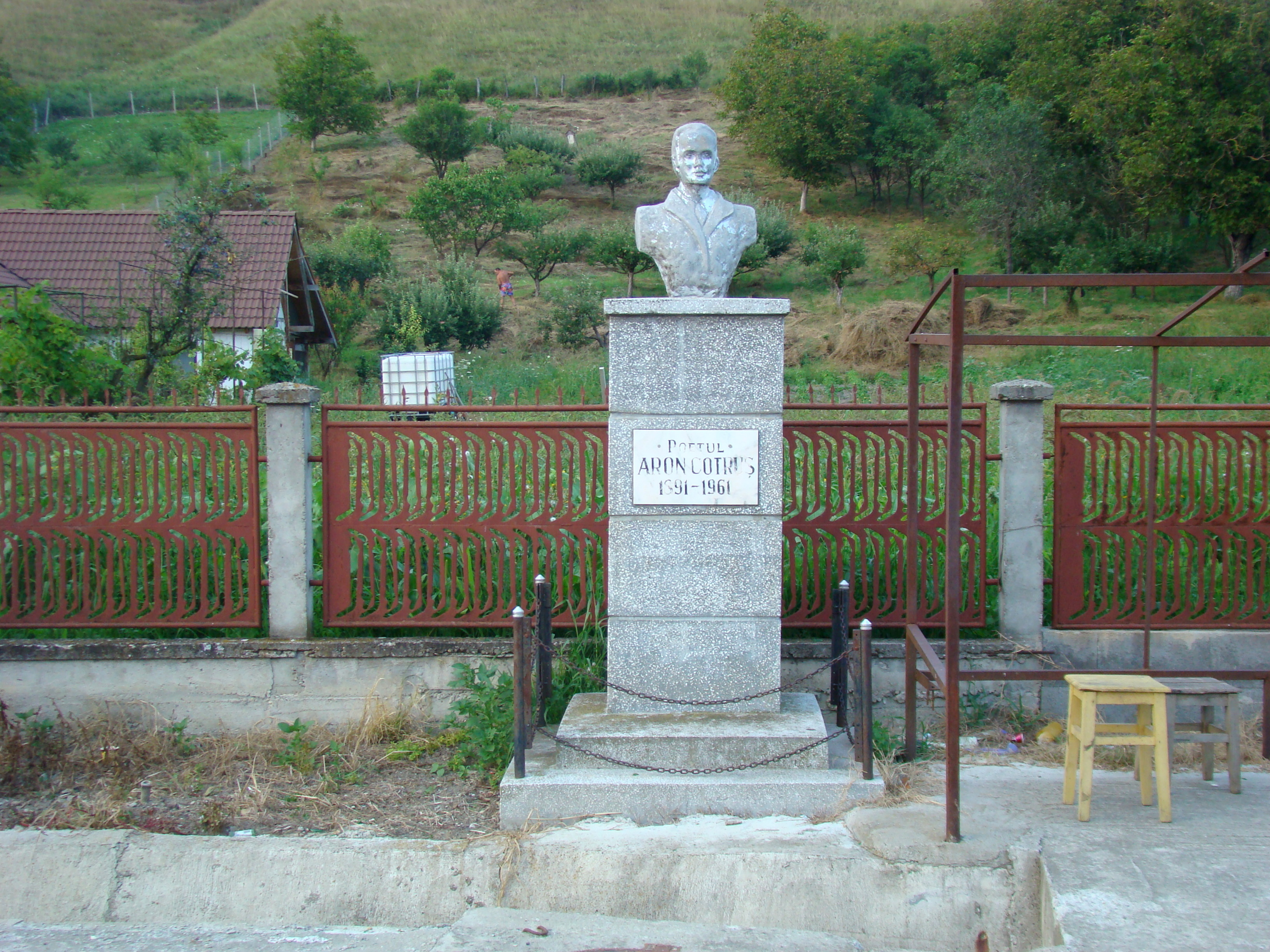
Bustul poetului Aron Cotruș
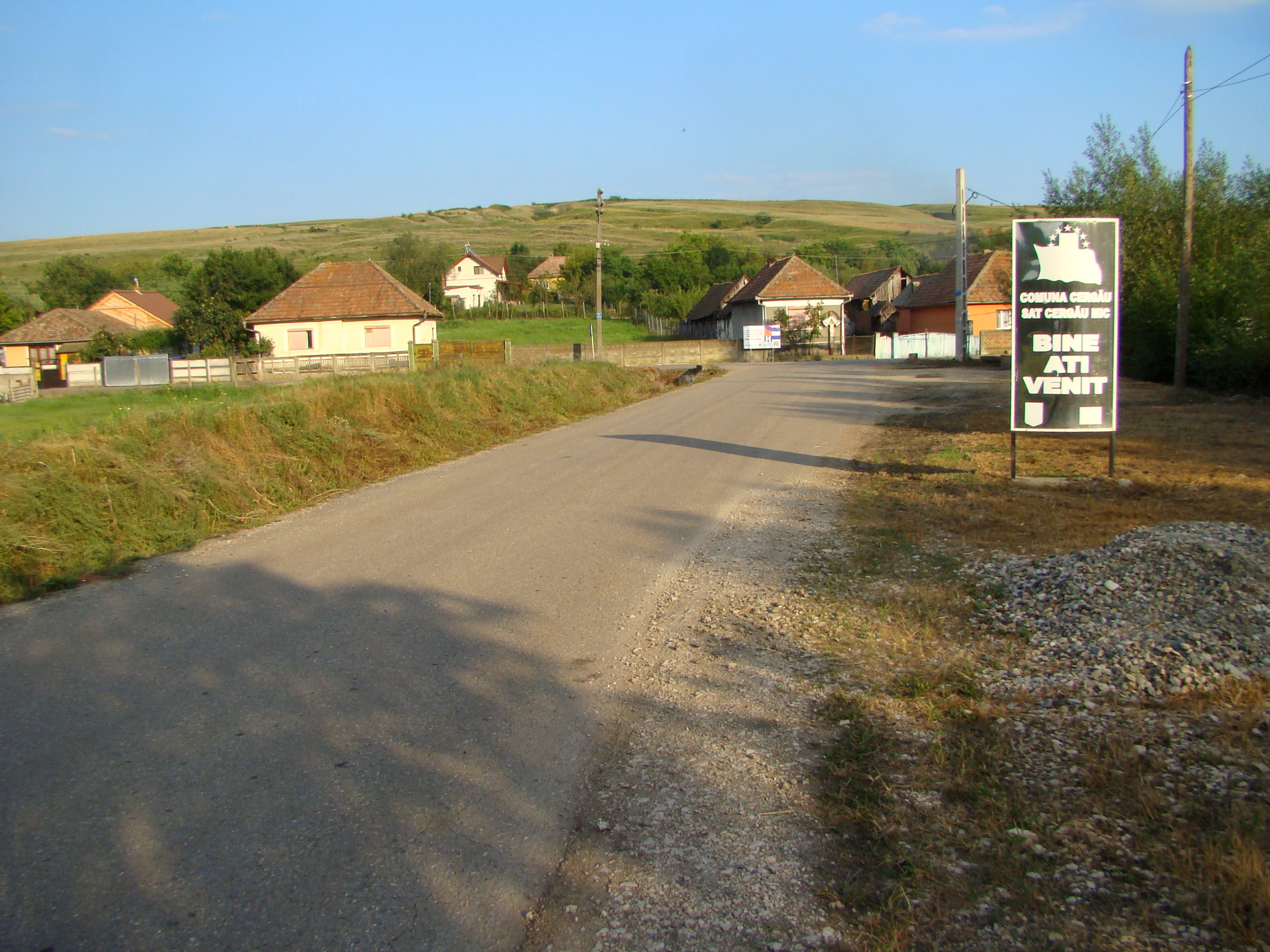
Cergău Mic
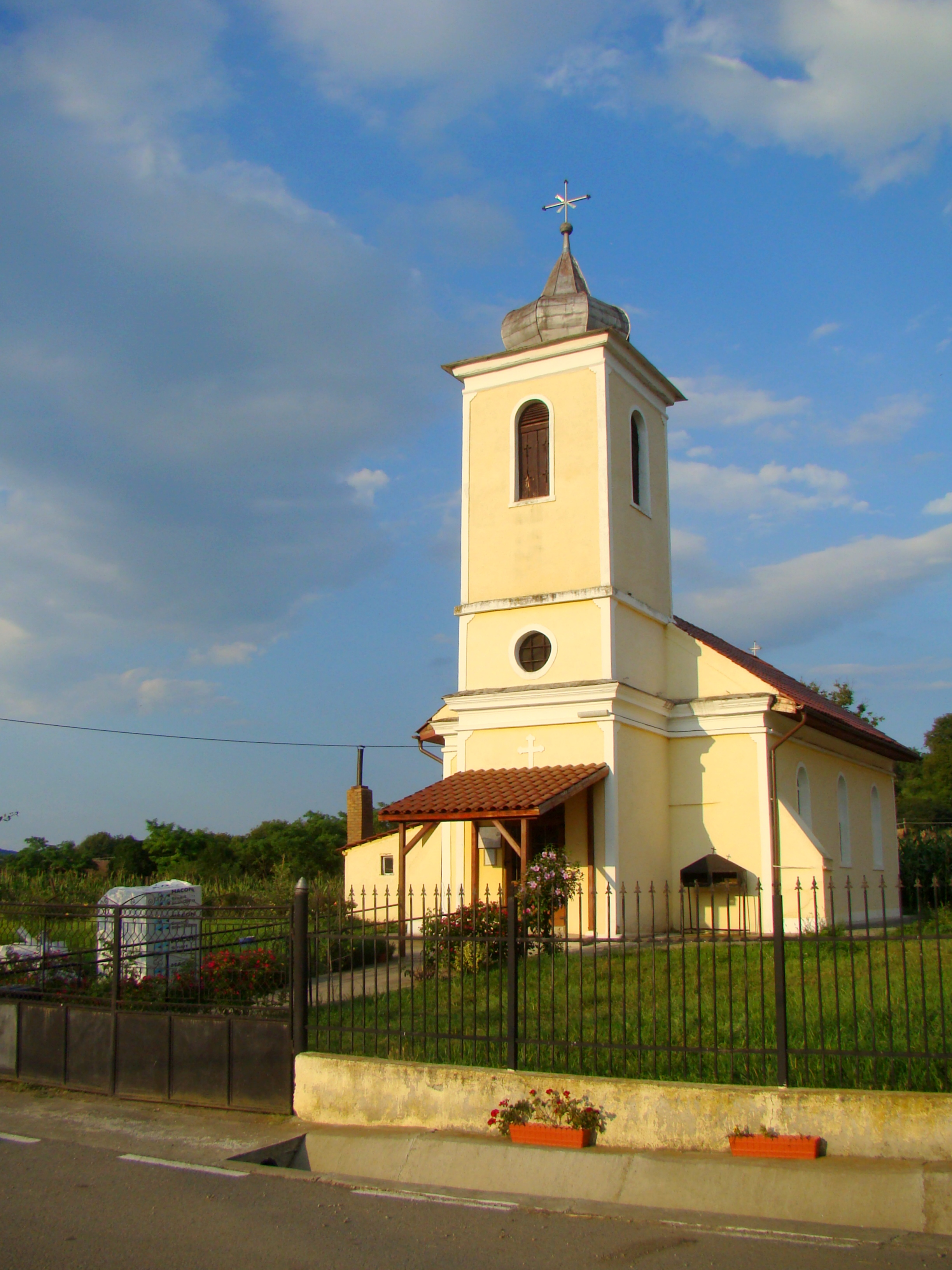
Biserica ortodoxă
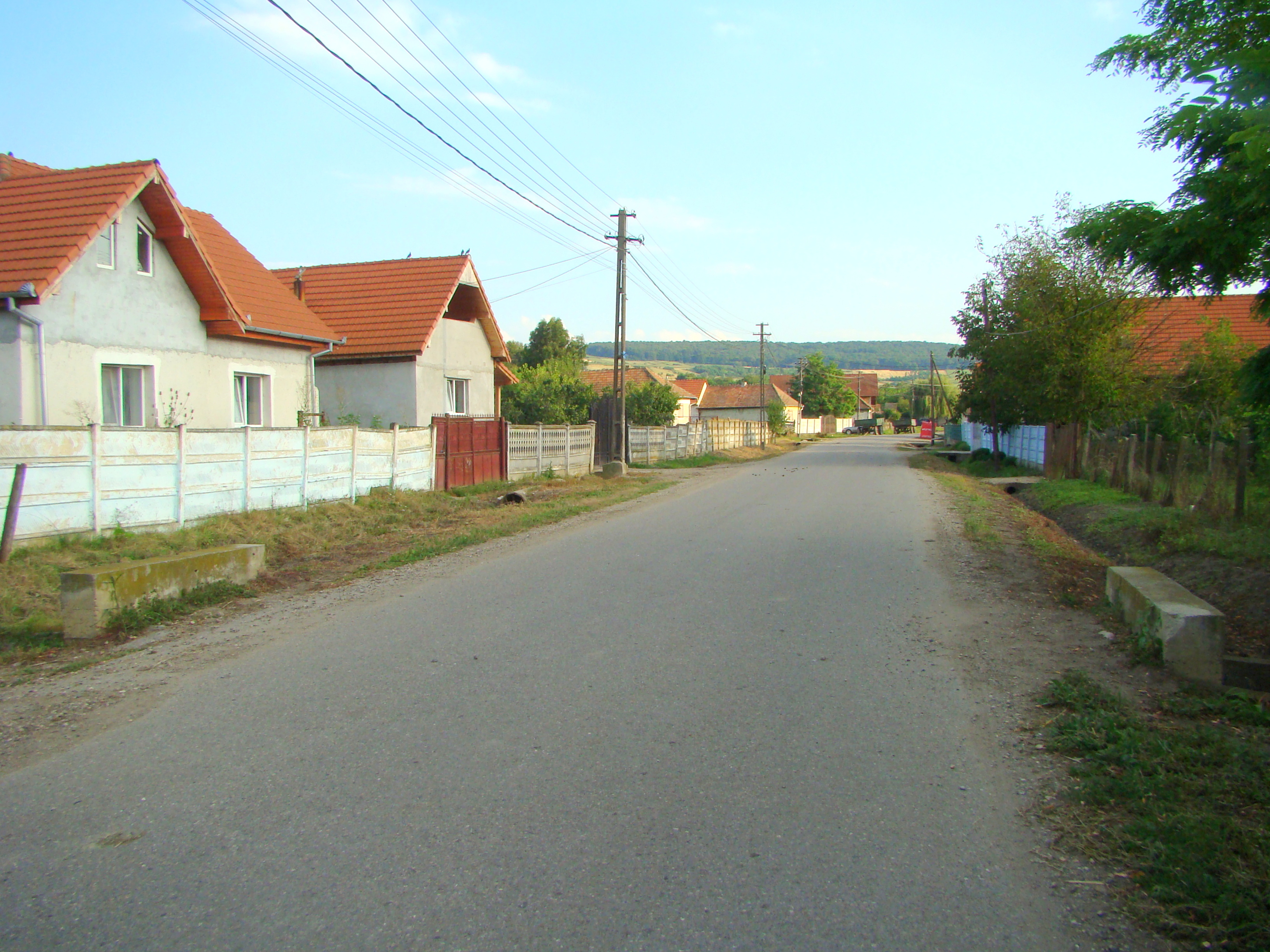
Cergău Mic
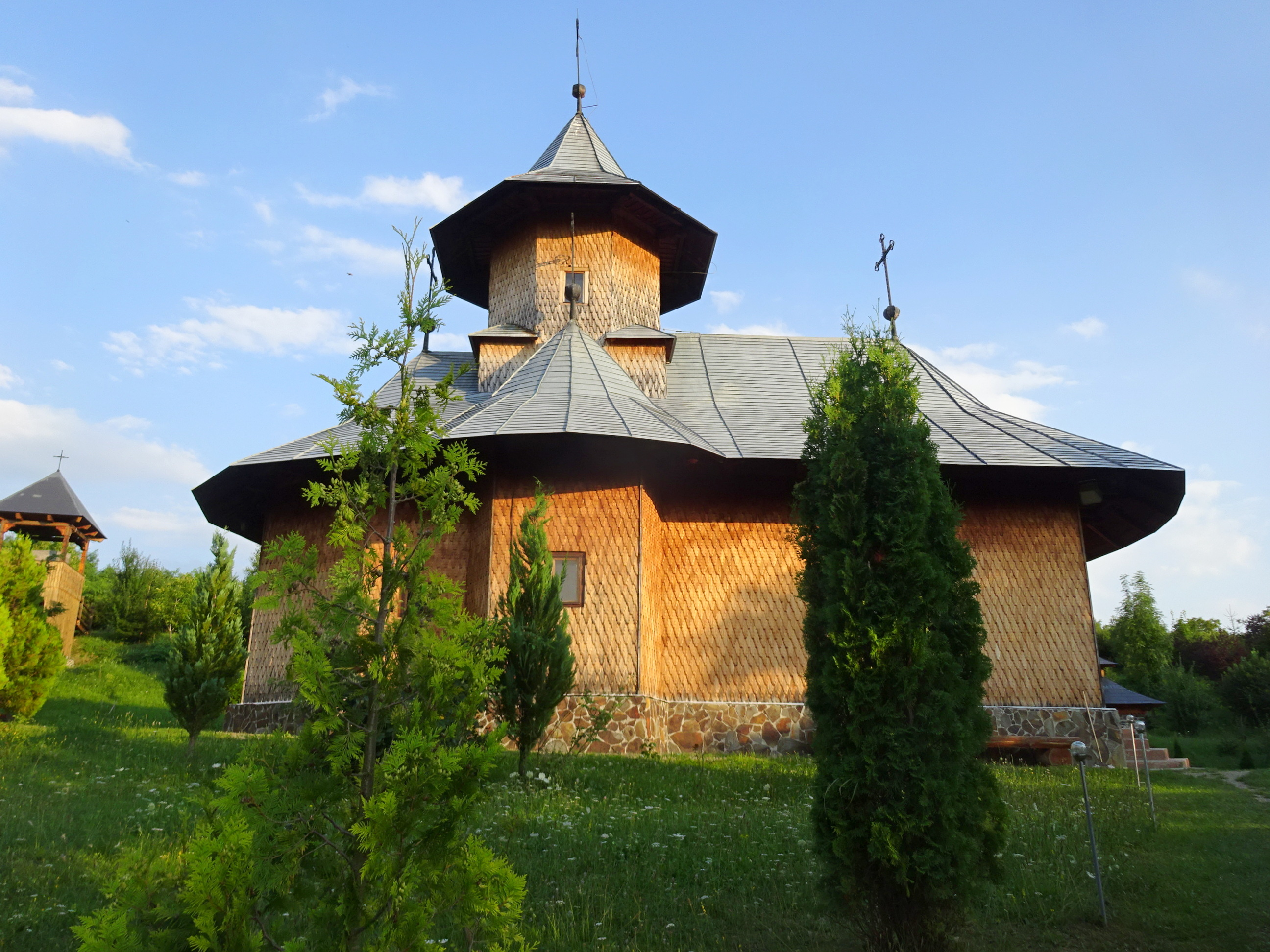
Mănăstirea Cerggău Mic-biserica de lemn
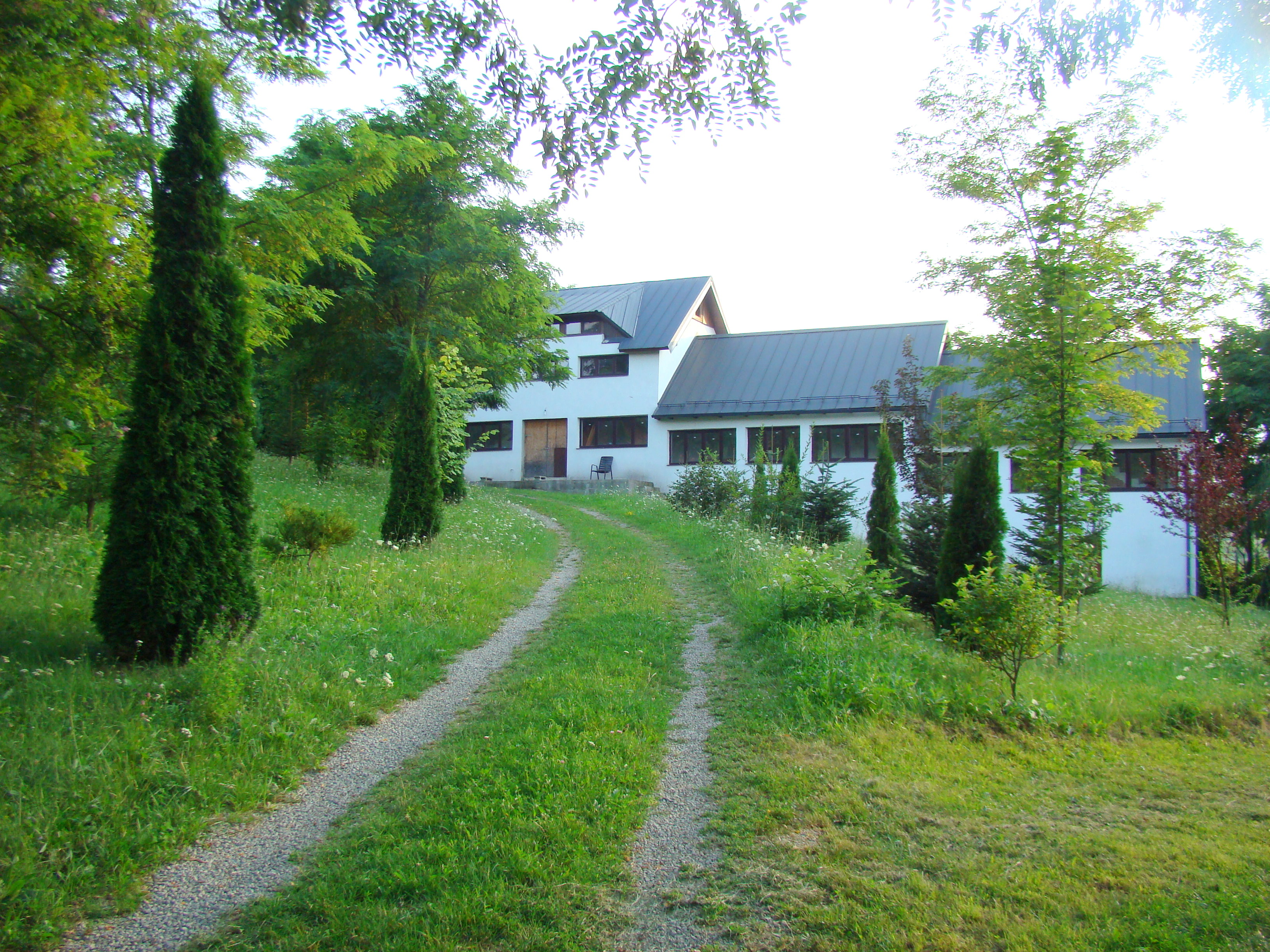
Mănăstirea Cerggău Mic-chiliile